# Олд Амстердам
Олд Амстердам — бренд сиру Гауда, виробляється компанією Westland Kaasspecialiteiten B.V. з міста Хейзен, Нідерланди. Бренд Олд Амстердам існує з 1985 року і є юридично зареєстрованою назвою.

## Властивості
Олд Амстердам Original — сичужний сир тривалої витримки зі злегка солодким і горіховим смаком. Багато дозрівають кристалами, компактної та гладкої консистенції, випускається в колах по 11 кг, покритих чорним воском. Ідеально підходить як закуска до червоних вин і портвейну. Це один із найвідоміших голландських експортних товарів.

## Різновиди

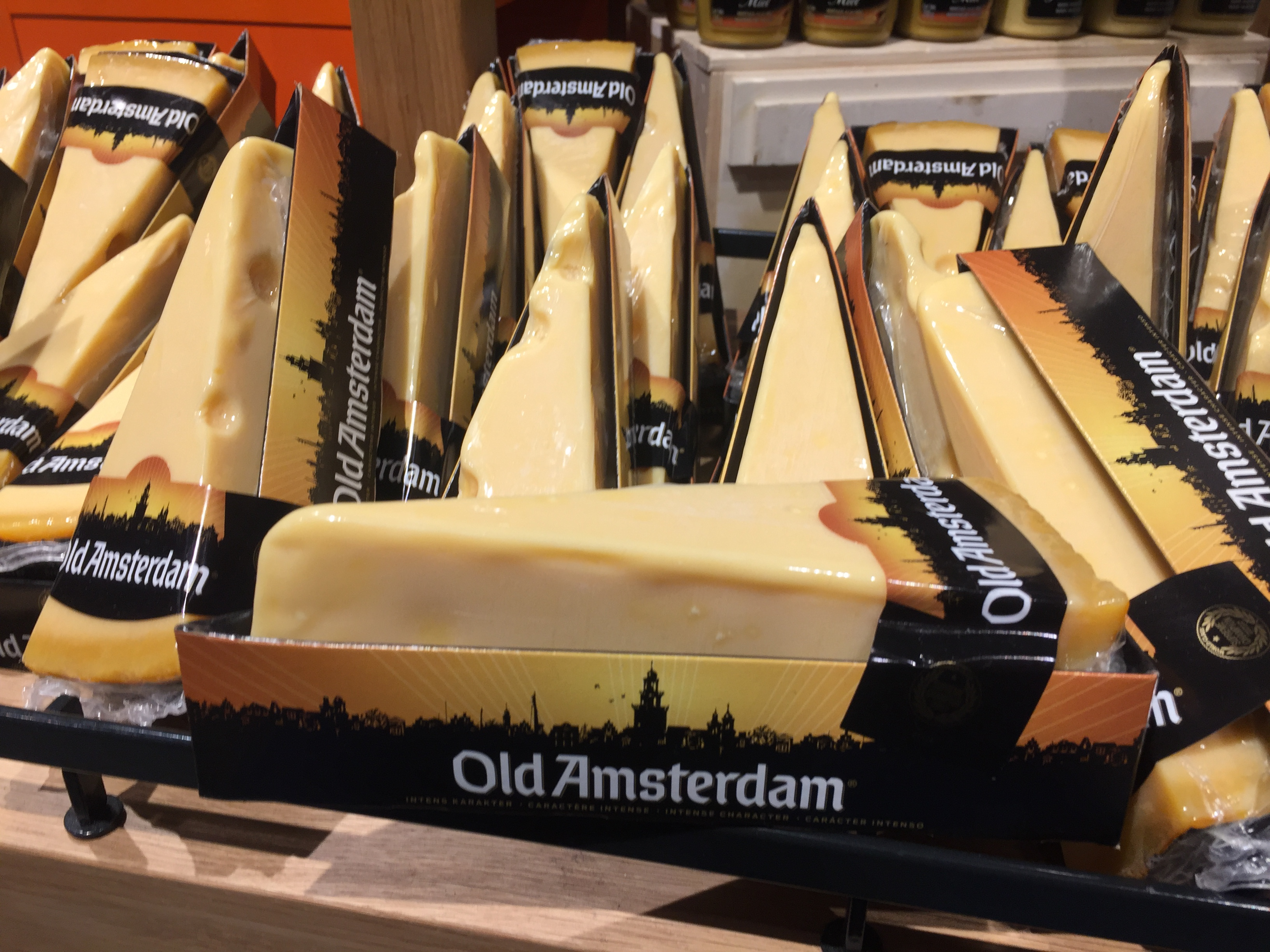

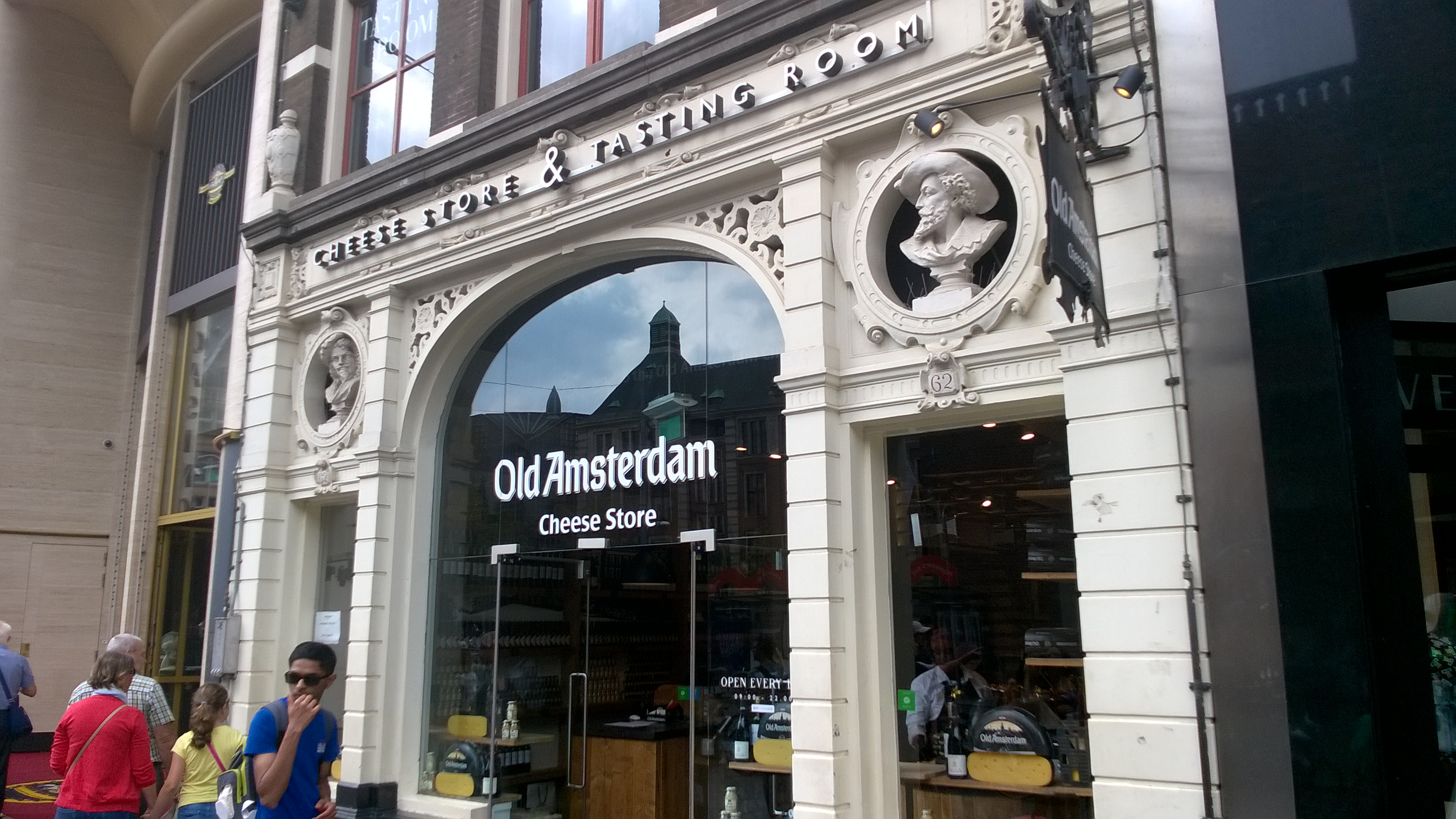

Олд Амстердам Original 48+ — нежирний, тривалої витримки, Олд Амстердам 35+ — зі зниженим вмістом жиру, тривалої витримки, Олд Амстердам Белеген — малостарий, Олд Амстердам Geitenkaas — з козячого молока, Олд Амстердам Créme — для намазування.

## Назва
Реклама та назва сиру вказують на те, що він вже багато років виготовляється в Амстердамі. Однак сир походить не з Амстердама, і він дійсно не є старим сиром, оскільки відповідно до голландської класифікації сирів він мав би називатися Oud Amsterdam. Однак Westland Kaasspecialiteiten B.V. підтверджує, що сир витримується лише близько восьми місяців, і що «старіння» досягається за допомогою спеціальної технологічної процедури. Тому в назві сиру використовується англійське слово «old», а не голландське «oud».